# جوليان هامبرت
جوليان هامبرت (بالفرنسية: Julien Humbert)‏ هو لاعب كرة قدم فرنسي، ولد في 23 يونيو 1984 في متز في فرنسا. لعب مع نادي دويسبورغ ونادي ساربروكن وهانزا روستوك.

## وصلات خارجية
- جوليان هامبرت على موقع قاعدة بيانات كرة القدم.إي يو (الإنجليزية)
- جوليان هامبرت على موقع بيانات كرة القدم. دي إي (الألمانية)
- جوليان هامبرت على موقع Soccerway.com (الإنجليزية)
- جوليان هامبرت على موقع عالم كرة القدم.نت (الإنجليزية)